# Meliana
Meliana ist eine Gemeinde in der spanischen Provinz Valencia. Sie befindet sich in der Comarca Huerta Nord in der Agglomeration von Valencia.

## Geografie
Die Gemeinde liegt in Küstennähe, nördlich der Stadt Valencia und östlich der alten Straße von Barcelona nach Valencia. Das Gemeindegebiet von Meliana grenzt an das der folgenden Gemeinden: Alboraya, Almácera, Foyos und Valencia, die alle in der Provinz Valencia liegen. 

## Geschichte
Die Araber, wahrscheinliche Begründer des heutigen Meliana, nannten dieses Dorf Miliana. König Jakob I. eroberte diese Ländereien im Jahr 1238 und an das Ereignis der Schlacht von Puig wurde in Meliana mit der Errichtung der Kapelle La Misericordia erinnert. Im Jahr 1862 richtete der Industrielle Miguel Nolla Bruixet hier eine bedeutende Mosaikfabrik mit einer aus England importierten Technik ein.

## Demografie
| 1900  | 1910  | 1920  | 1930  | 1940  | 1950  | 1960  | 1970  | 1981  | 1991  | 2000  | 2010   | 2020   |
| ----- | ----- | ----- | ----- | ----- | ----- | ----- | ----- | ----- | ----- | ----- | ------ | ------ |
| 2.696 | 3.199 | 3.392 | 4.002 | 4.530 | 4.659 | 5.173 | 7.122 | 8.847 | 9.122 | 9.051 | 10.536 | 10.970 |

## Wirtschaft
Angebaut werden vor allem Gemüse und Zitrusfrüchte. Daneben gibt es industrielle Tätigkeit.

## Persönlichkeiten
- Víctor Camarasa (* 1994), Fußballspieler